# Selbyville
Selbyville é uma vila localizada no estado americano de Delaware, no condado de Sussex.

## Geografia
De acordo com o United States Census Bureau, a cidade tem uma área de 8,8 km², onde todos os 8,8 km² estão cobertos por terra.

### Localidades na vizinhança
O diagrama seguinte representa as localidades num raio de 16 km ao redor de Selbyville.

## Demografia
Segundo o censo nacional de 2010, a sua população é de 2 167 habitantes e sua densidade populacional é de 246,8 hab/km². Possui 913 residências, que resulta em uma densidade de 104 residências/km².